# Język ngando
Język ngando – język z rodziny bantu, z grupy mongo-nkundu, używany w Demokratycznej Republice Konga. W 1971 roku liczba mówiących wynosiła ok. 121 tysięcy. Według danych szacunkowych z 1995 roku ma przynajmniej 220 tys. użytkowników.